# Amenhotep I
Amenhotep I (Amenhotep, uneori citit ca Amenophis I cu sensul de „Amun este mulțumit”) a fost al doilea faraon din a XVIII-a Dinastie Egipteană. De obicei se consideră că a domnit între anii 1526 - 1506 î.Hr.. A fost fiul primului faraon al dinastiei, Ahmose I, cu Ahmose-Nefertari, dar a avut cel puțin doi frați mai în vârstă, Ahmose-ankh și Ahmose Sapair și nu avea nicio speranță să ajungă pe tron. Totuși, undeva în ultimii opt ani de domnie ai lui Ahmose I, frații lui au murit, iar Amenhotep a fost desemnat prinț moștenitor. El a ajuns pe tron și a condus Egiptul cca. 21 de ani.
Domnia sa, ca și cea a tatălui său, Amenhotep I, a constat în restaurarea autorității unice asupra celor două părți ale Egiptului ca și în reluarea politicii ofensive în Nubia și, în mai mică măsură, în Siria-Palestina.